# Doleschallia sciron
Doleschallia sciron är en fjärilsart som beskrevs av Frederick DuCane Godman och Osbert Salvin 1888. Doleschallia sciron ingår i släktet Doleschallia och familjen praktfjärilar. Inga underarter finns listade i Catalogue of Life.